# Threnosia adrasta
Threnosia adrasta là một loài bướm đêm thuộc phân họ Arctiinae, họ Erebidae.